# The 1st Mini Album
The 1st Mini Album (promovido como 1st Mini Album) é o mini-álbum de estréia do duo sul-coreano Toheart, que consiste em Woohyun e Key, integrantes das boy bands Infinite e SHINee respectivamente. Foi lançado em 10 de março de 2014, sob o selo das gravadoras SM Entertainment e Woollim Entertainment.

## Antecedentes e lançamento
Em 24 de janeiro de 2014 a SM Entertainment e a Woollim Entertainment confirmaram que Woohyun do Infinite e Key do Shinee formariam uma dupla. Um representante da SM disse: “O álbum poderá sair de fevereiro a abril. Estamos analisando várias possibilidades e tentando fazer a melhor colaboração. O nome da dupla ainda não foi confirmado e eles estão gravando.“ Em 20 de fevereiro de 2014 um vídeo prólogo da dupla formada por Key e Woohyun, intitulado Toheart, foi disponibilizado na conta oficial da SM Town no YouTube.
Em 3 de março de 2014 a lista de faixas do álbum foi divulgada. Em 10 de março o EP intitulado The 1st Mini Album e o clipe da faixa-título, "Delicious", foram lançados. Em seu primeiro dia de lançamento, o mini-álbum vendeu mais de 100 mil cópias e ficou na posição de número 1 da Hanteo, Bugs e Soribada.

## Lista de faixas
| N.º            | Título                     | Duração |  |
| 1.             | "Intro"                    | 1:03    |  |
| 2.             | "Delicious"                | 3:26    |  |
| 3.             | "미로 (迷路)" (Maze)       | 3:09    |  |
| 4.             | "You're My Lady"           | 3:06    |  |
| 5.             | "Tell Me Why"              | 3:23    |  |
| 6.             | "출발 (Start)" (Departure) | 4:34    |  |
| Duração total: | Duração total:             | 18:46   |  |

## Desempenho nas paradas
| País          | Gráfico                         | Posição |
| ------------- | ------------------------------- | ------- |
| Coreia do Sul | Gaon Weekly album chart         | 1       |
| Coreia do Sul | Gaon Monthly album chart        | 2       |
| Coreia do Sul | Gaon Yearly Albums Chart        | —       |
| Japão         | Oricon Weekly album chart       | 25      |
| Hong Kong     | KKBOX K-Pop Daily Album Charts  | 27      |
| Hong Kong     | KKBOX K-Pop Weekly Album Charts | 23      |

| "Delicious" | 9 | 27 |

| "Tell Me Why"    | 23 | — |
| "You're My Lady" | 34 | — |
| "Maze"           | 50 | — |
| "Start"          | 51 | — |
| "Intro"          | 82 | — |

## Vendas e certificações
| Parada                | Quantidade |
| --------------------- | ---------- |
| Gaon physical sales   | 73,699+    |
| Hanteo physical sales | 100,000+   |
| Oricon physical sales | 6,216+     |